# Densbüren
Densbüren é uma comuna da Suíça, no Cantão Argóvia, com cerca de 742 habitantes. Estende-se por uma área de 12,52 km², de densidade populacional de 59 hab/km². Confina com as seguintes comunas: Herznach, Küttigen, Oberhof, Thalheim, Wölflinswil, Zeihen.
A língua oficial nesta comuna é o Alemão.